# Ołeksandr Łytwynow
Ołeksandr Ołeksandrowycz Łytwynow (ukr. Олександр Олександрович Литвинов; ur. 9 marca 1994) – ukraiński zapaśnik walczący w stylu klasycznym. Siódmy w Pucharze Świata w 2016. Brązowy medalista młodzieżowych igrzysk olimpijskich z 2010. Trzeci na mistrzostwach Ukrainy w 2016 roku.